# Esze Gábor
Esze Gábor (1816 – Szatmárnémeti, 1886. december 4.) orvos.

## Élete
A bécsi egyetemen tanult és ott nyert 1841-ben orvosdoktori oklevelet; később Tiszaújlakon volt megyei főorvos, ahol 1876-ban nyugalomba vonult.

## Munkái
Dissertatio inaug. medico-practica de typho abdominali. Vindobonae, 1841.
Orvosi cikkeket irt az Orvosi Tárba (1844. A gümőkór kór-, bonc-, vetgy-, górcső- s gyógytani tekintetben, Az elmekórházakról, A kretinkór s abandbergi kretin-gyermekkórház Helvéthonban, Eszmék a szepnőnye (belladonna) hatása köréből), a M. Orvos-Sebészi Évkönyvbe (1844. Kórjárat a cs. kir. bécsi közönséges kórházban 1842–43-ban.)